# 2000년 세계 박람회

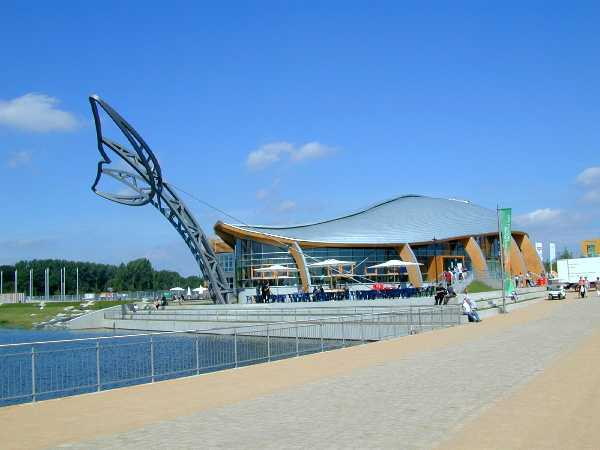

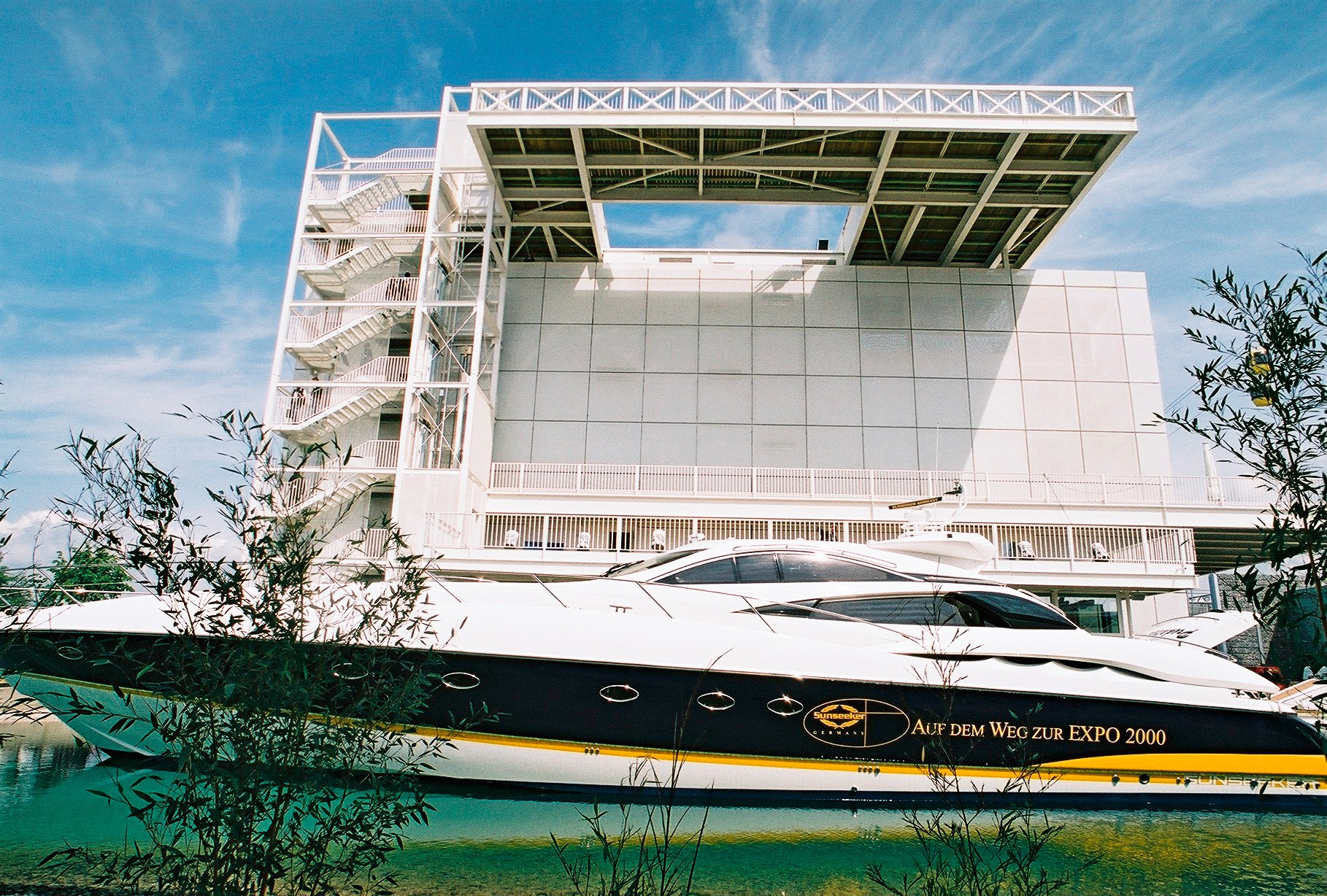

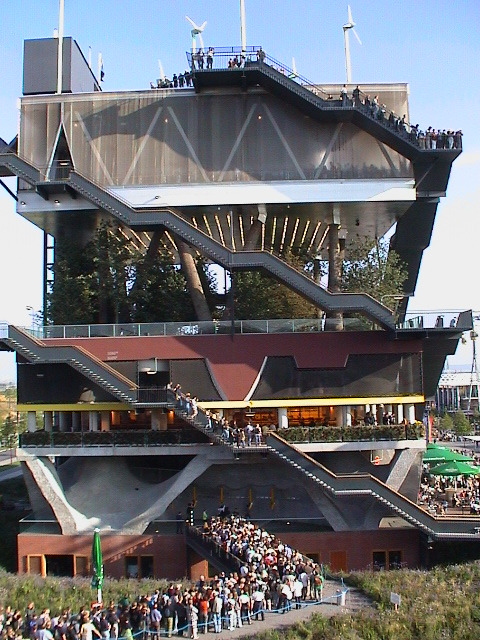

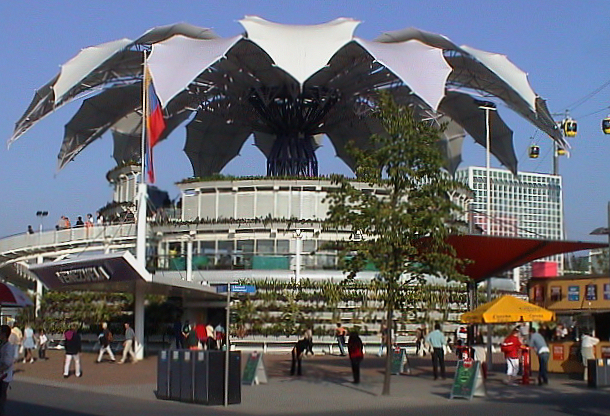

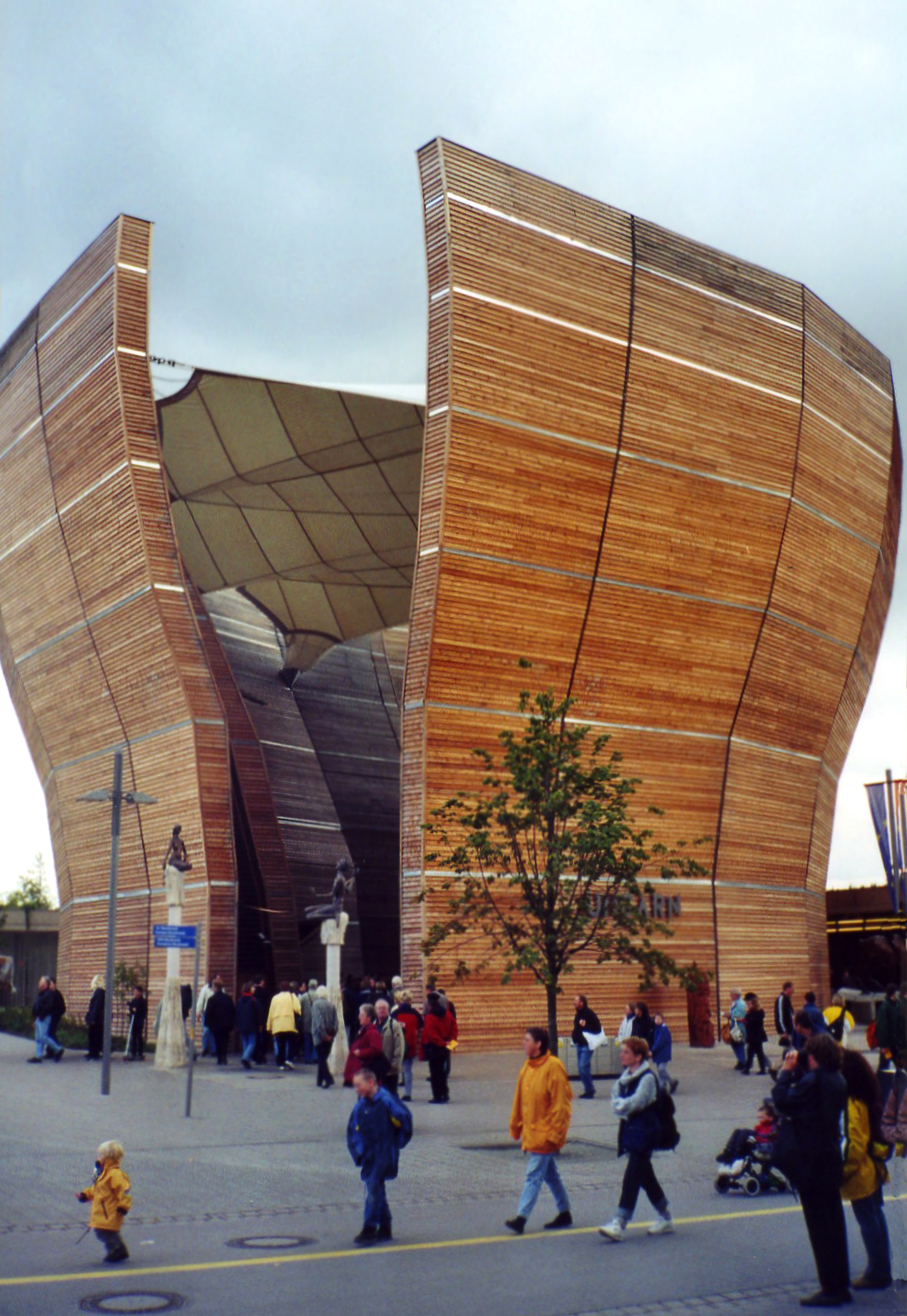

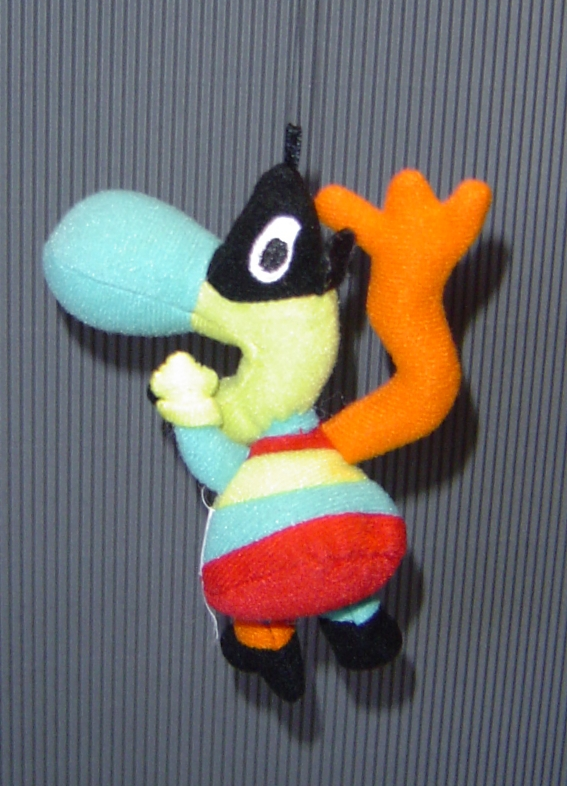

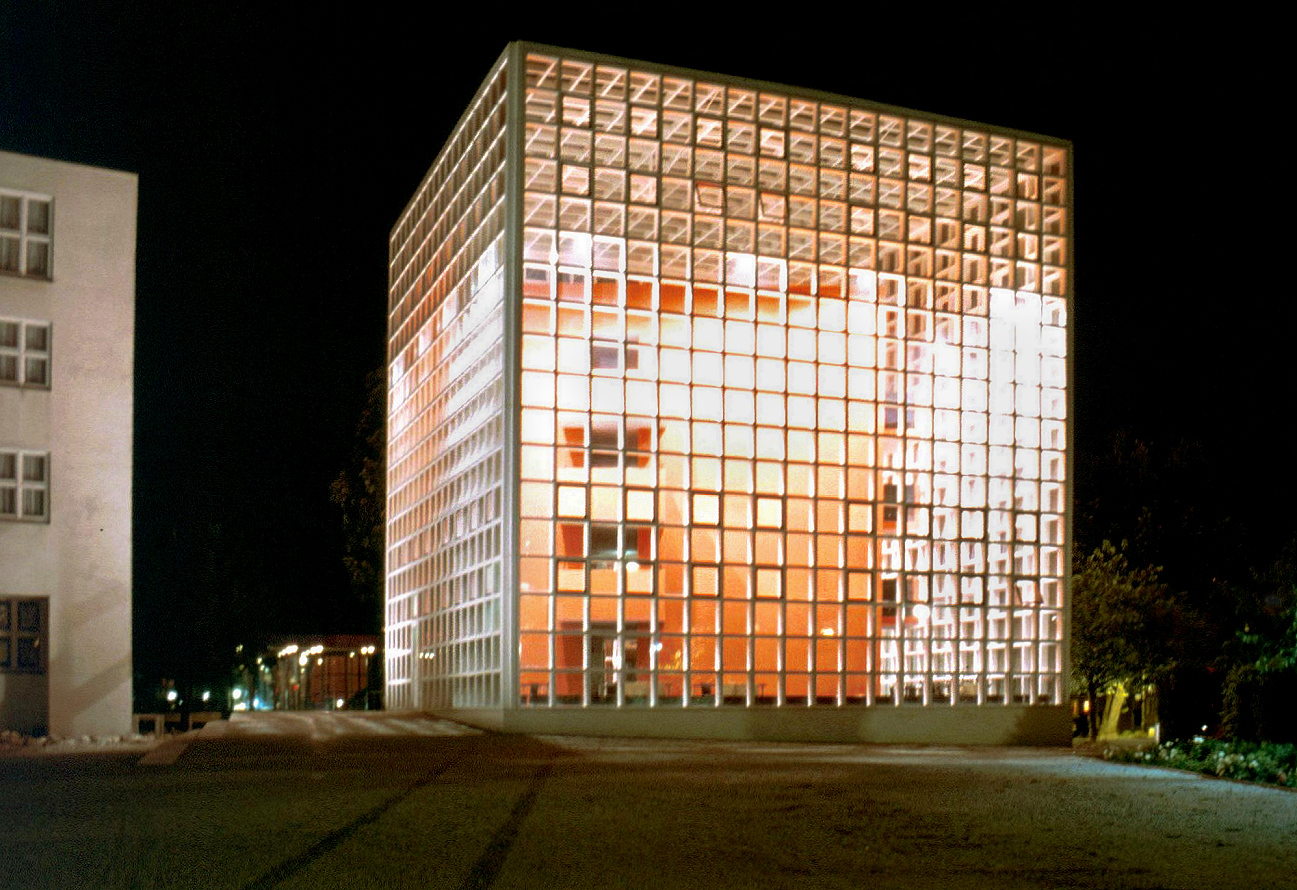

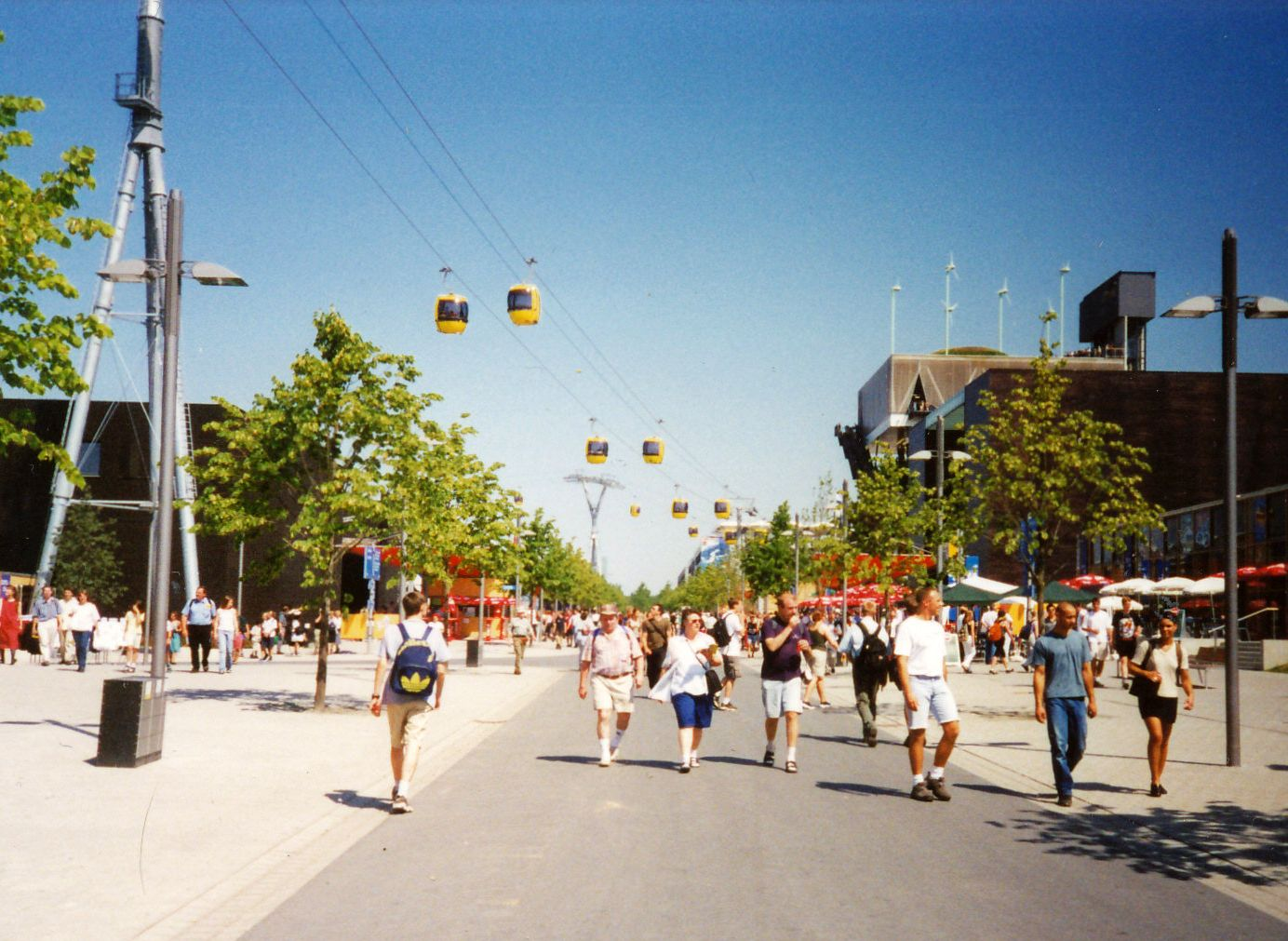

2000년 세계 박람회는 독일 하노버에서 6월 1일부터 10월 31일까지 개최되었다. 처음에는 약 4천만명의 방문객이 수개월에 걸쳐 박람회에 참가할 것으로 예상되었지만, 방문객수가 절반 이하로 이 박람회는 재정적인 실패로 판명되었다.

## 개최지 선정
1990년 6월 14일에 열린 국제박람회기구 총회에서 하노버가 토론토를 21대 20표 차이로 제치고 2000년 세계 박람회 개최지로 선정되었다.